# Moloko
Moloko foi uma banda anglo-irlandesa de electropop formada por Róisín Murphy de Wicklow-Eire, Irlanda e Mark Brydon de Sunderland, Inglaterra. Durante a década de noventa, conseguiu convencer muitos jovens da época com a sua elegante proposta de pop eletrônico.
A banda separou-se em 2003, mas continuaram a trabalhar juntos pontualmente, editando o DVD “11.000 clicks” e fazendo um pequeno tour acústico em 2006, apresentando o disco compilatório dos melhores êxitos da banda: “Catalogue”.

## Álbuns
- 1995. Do You Like My Tight Sweater?
- 1998. I Am Not a Doctor
- 2000. Things to Make and Do
- 2003. Statues

Compilações
- 2001. All Back to the Mine
- 2006. Catalogue

Ao vivo
- 2004. 11.000 Clicks